# Kvantumöngyilkosság
A kvantumöngyilkosság és kvantumhalhatatlanság egy kvantummechanikai gondolatkísérlet, amit Hans Moravec vetett fel 1987-ben, és tőle függetlenül Bruno Marchal 1988-ban, majd Max Tegmark dolgozott ki 1998-ban. A kvantumöngyilkosság a Schrödinger macskája gondolatkísérlet egy olyan változatával próbál különbséget tenni a kvantummechanika koppenhágai és sokvilág-interpretációja között, amelyben a macska szerepét a kísérletező tölti be.
A gondolatkísérlet egyik lehetséges metafizikai értelmezése a kvantumhalhatatlanság, miszerint (ha a sokvilág-interpretáció az igazi) a tudatos lények halhatatlanok.
Keith Lynch emlékeztet arra, hogy Hugh Everett nagy örömét lelte a paradoxonokban, például a „váratlan akasztás”-ban. Everett nem említette a kvantumöngyilkosságot vagy a kvantumhalhatatlanságot az írásaiban, de a munkájának a célja a kvantummechanika paradoxonainak megoldása volt. Lynch azt mondta: „Everett szilárdan hitte, hogy az ő sokvilág-elmélete halhatatlanságot biztosít számára. Úgy érvelt, hogy a tudata biztosan azokat az elágazásokat követi, amelyek nem a halálba vezető ösvényre visznek”. Tegmark viszont azt magyarázza, hogy a gondolatkísérletektől eltérően az élet- és halál-helyzetek általában nem bináris kvantumesemények sorozatán múlnak.

## Kvantumöngyilkossági gondolatkísérlet
Ellentétben a Schrödinger macskája gondolatkísérlettel, mely mérges gázt és egy, a radioaktív bomlás által a beindítására alkalmas szerkezetet használt. Ez a változat magába foglal egy életet kioltó készüléket és egy olyan eszközt, ami megméri a protonok spinjét. Tíz másodpercenként egy újabb proton perdületét mérik meg. A kvantumbittől függően a fegyver vagy működik és megöli a kísérletezőt, vagy hallhatóan kattan egyet és a kísérletező tovább él.
Az elméletek csak a kísérletező szempontjából eltérőek; az előrejelzéseik egyébként azonosak.
A kísérlet első iterációjának túlélési valószínűsége 50%, mindkét értelmezés szerint. A második ciklus indításakor, amennyiben a koppenhágai értelmezés igaz, a hullámfüggvény már összeomlott, így ha a kísérletező már halott, 0% az esélye a túlélésre. Ha viszont a sokvilág-értelmezés igaz, az élő kísérletező szuperpozíciója szükségképpen létezik, függetlenül attól, hogy mennyi az ismétlések száma, vagy milyen valószínűtlen az eredmény. A kísérletező nem tapasztalhatja meg a halott állapotot (hacsak nem számolunk a "halál utáni élet" lehetőségével), így az egyetlen lehetséges tapasztalat minden ciklus túlélése.

## Max Tegmark munkája
A "szubjektív halhatatlanság"-ról felmerült kérdésekre Max Tegmark néhány rövid megjegyzésben válaszolt: elfogadta azt az érvet, hogy amennyiben a túlélési kimenetel minden életveszélyes eseménynél lehetséges, akkor a "mindenki halhatatlan" elvet kellene követni. Ebben az érvelésben az a hiba, állapítja meg Tegmark, hogy a haldoklás ritkán bináris esemény; ez egy progresszív folyamat. A kvantumöngyilkossági gondolatkísérlet a kísérlet idejére megpróbálja elkülöníteni az összes lehetséges kimenetelt. Az elkülönítés késlelteti a dekoherenciát oly módon, ahogyan a szuperpozíció szubjektív tapasztalata szemléltethető. Csak egy ilyen elvont kvantumforgatókönyv keretein belül van olyan, hogy egy megfigyelő azt veszi észre, hogy a valóság fittyet hány az esélyekre. Egy másik lehetőség az, hogy bár a megfigyelő nem hal meg, ennek ellenére továbbra is az öregedés hatásaitól szenved, eszünkbe juttatva Tithónosz legendáját.

## A fantasztikum világában
A sci-fi-szerzők mind a kvantumöngyilkosság, mind a kvantumhalhatatlanság témáit felhasználták. Az alapötlet szerint az a személy, aki az egyik világban meghal, túlélhet egy másik világban, vagy párhuzamos univerzumban.

## Fordítás
Ez a szócikk részben vagy egészben  a   Quantum suicide and immortality című angol Wikipédia-szócikk fordításán alapul.  Az eredeti cikk szerkesztőit annak laptörténete sorolja fel. Ez a jelzés csupán a megfogalmazás eredetét és a szerzői jogokat jelzi, nem szolgál a cikkben szereplő információk forrásmegjelöléseként.

## Külső hivatkozások
- J. Higgo: "Does the 'many-worlds' interpretation of quantum mechanics imply immortality?" ("Vajon a kvantummechanika 'sokvilág' értelmezése halhatatlanságot jelent?")
- Az "Everything" levelezési lista (és archívum), "beszélgetés a gondolatról, hogy az összes lehetséges univerzum létezik".
- M. Tegmark: Dying to know ("Majd' belehalok, hogy megtudjam")